# Національний академічний драматичний театр імені Івана Франка
Націона́льний академі́чний драмати́чний теа́тр і́мені Іва́на Франка́ — українськомовний театр у Києві, заснований 1920 року.

## Історія

### Театр Гната Юри

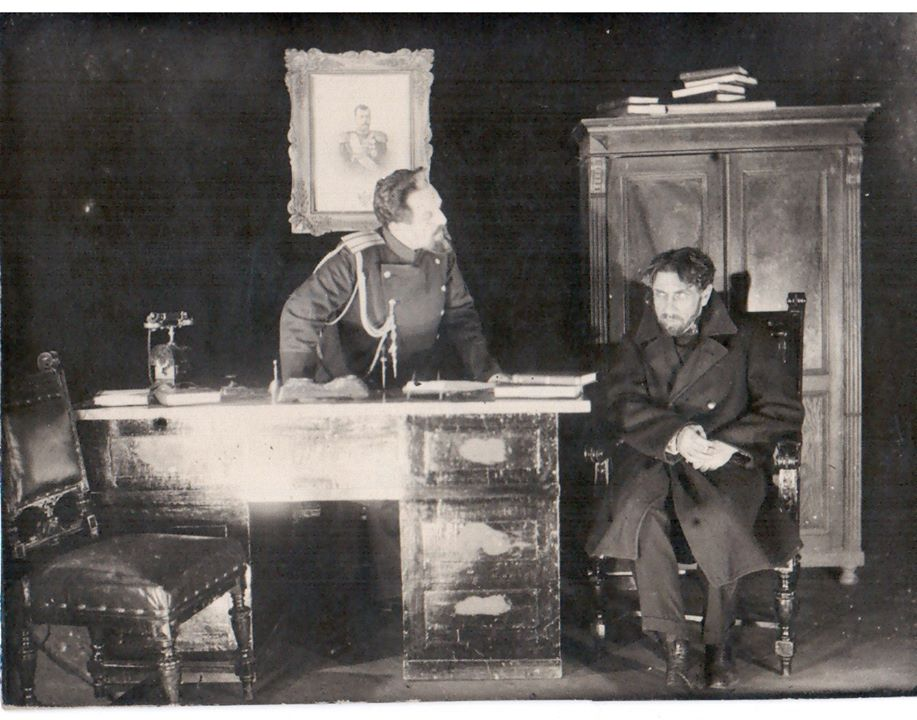
Сцена з вистави «Гріх» В. Винниченка, 1920 рік

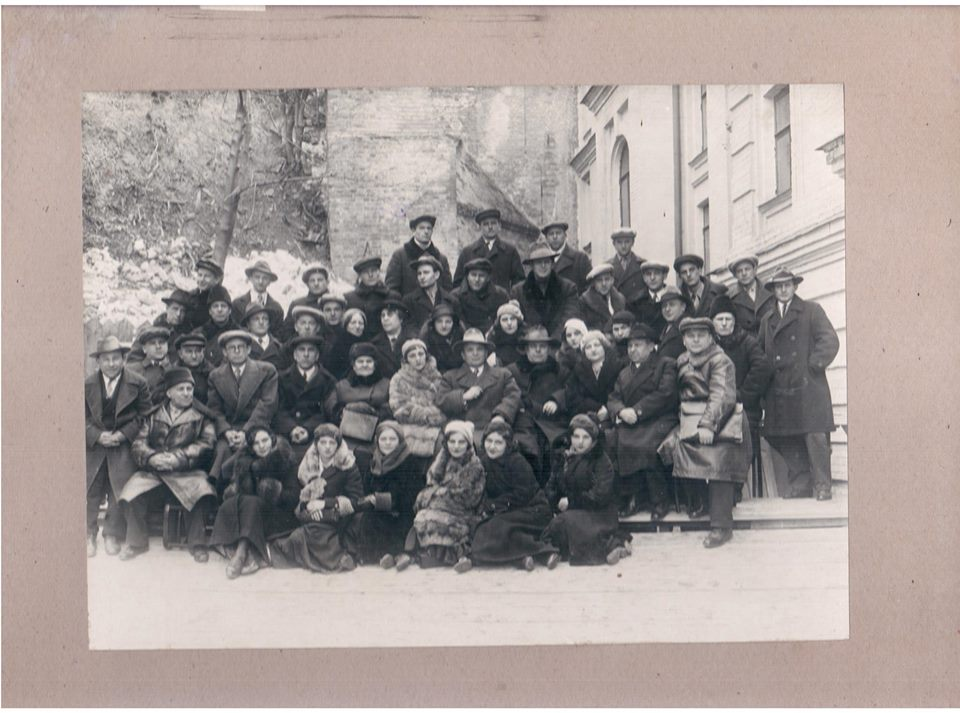
Франківці у 1930—1940 рр.

Театр імені Івана Франка було засновано у Вінниці 1920 року частиною акторів Молодого театру на чолі з Гнатом Юрою та акторами Нового Львівського театру на чолі з Амвросієм Бучмою. Об'єднавшись, митці утворили театральний колектив під назвою «Новий Драматичний театр імені Івана Франка», керівником якого було обрано Гната Юру.
Відкриття театру відбулося 28 січня 1920 року виставою «Гріх» Володимира Винниченка, а протягом сезону театр здійснив 23 прем'єри.
Основою репертуару перших сезонів стали вистави «Молодого театру»: «Затоплений дзвін» Г. Гауптмана, «Молодість» М. Гальбе, «Цар Едіп» Софокла. Цікавим є той факт, що Володимир Винниченко, подивившись вистави Гната Юри ще в «Молодому театрі», саме йому приніс для постановки п'єсу «Гріх», яку Юра тоді здійснив у «Молодому», а згодом цим твором відкрився театр ім. Франка. До речі, у перший сезон існування театру на його кону більшу частину репертуару складали п'єси В. Винниченка. В цей же час була підготовлена одна з нових постановок — «Весілля Фігаро» Бомарше, в якій Юра виступив як перекладач, режисер та виконавець головної ролі. Починаючи з прем'єри, що відбулась 27 серпня 1920 року, ця вистава тринадцять років не сходила з афіш франківців.
Згадуючи засновників театру ім. Івана Франка, подекуди забувають, що цей театр творили молоді митці: Гнату Юрі було 32 роки, його дружині Ользі Рубчаківні — 17, Амвросію Бучмі, Олексію Ватулі — 29, Феодосії Барвінський — 22 роки.
Перші роки свого існування театр багато мандрував по містах і селах центральної України. Красномовним фактом в боротьбі за існування став виступ Гната Юри на прем'єрі «Весілля Фігаро» у Вінниці, де були присутні представники уряду УНР, із заявою, що у подібних умовах, які створені для франківців, жоден театр існувати не може і тільки жадоба до роботи, неймовірна відданість сцені врятували театр. Ніби наперекір всім в цей час Гнат Юра працює над «Лорензаччо» де Мюссе, відбувається прем'єра «Овечої криниці» Лопе де Вега, тривають репетиції «Лісової пісні» Лесі Українки, і тривають гастролі… На цей раз театр їде на Донбас. Як ніколи, в пригоді став художник театру, один з його засновників Матвій Драк, який починаючи з 1920 до 1949 року разом з Гнатом Юром створив чимало вистав. Його талант митця, глибоке знання і відчуття театрального простору, особливо стало в пригоді в екстремальних умовах першого десятиліття існування колективу. Можна лише фантазувати як, де і яким чином півроку на підводах, а то і пішки актори мандрували по шахтах, заводах та робітничих селищах з репертуаром, що складався з «Лісової пісні», «Овечої криниці», «На дні», «Гайдамаків» та «Весілля Фігаро». Своєрідністю був позначений один з показів вистави «Лісова пісня» в Горлівці. Спектакль грався у величезному парку, яскравого сонячного спекотного дня, без жодної декорації, лише в казкових мальовничих костюмах, що їх створив Матвій Драк.
Втім, саме гастролі в Донбасі стали поштовхом для переведення франківців 1923 року як Державного театру УРСР до столиці України — Харкова.
Серед найкращих вистав театру тих років — «Лісова пісня» Лесі Українки, «Ревізор» Миколи Гоголя (зокрема, у постановці режисера М. Г. Єсипенка), «Полум'ярі» Анатолія Луначарського, «Свята Йоанна» Бернарда Шоу, «97» Миколи Куліша.
Влітку 1926 року театр ім. І. Франка за рішенням уряду перевели до Києва, тоді як з Києва до Харкова переїхав театр «Березіль». З 1926 року театр працює в будівлі колишнього театру Соловцова.
У 1920-1930-х роках акторське ядро театру складали Амвросій Бучма, Наталія Ужвій, Юрій Шумський, Ганна Борисоглібська, Дмитро Мілютенко, Віктор Добровольський, Поліна Нятко, Катерина Осмяловська, Євген Пономаренко, Петро Сергієнко, Микола Яковченко, Микола Братерський, Олександр Романенко та інші. Серед постановок були шедеври вітчизняної та світової класики: «Весілля Фігаро» П. Бомарше, «Пригоди бравого солдата Швейка» за Я. Гашеком, «Суєта» І. Карпенка-Карого, «Дон Карлос» Ф. Шіллера, «Борис Годунов» О. Пушкіна.
Починаючи з першої половини тридцятих років театр, як і ряд інших колективів, майже цілком переключився на пропагандистські п'єси радянської тематики. Серед 13-ти постановок, що вийшли у 1930–34 рр., була лише одна класична п'єса. Відчуваючи, що актори, театр можуть втратити те, що напрацьовувалось роками, Гнат Юра у 1933 році звертається до однієї з найулюбленіших постановок, яка рятувала театр в критичні часи, — «Весілля Фігаро», і сам виходить на сцену в ролі Фігаро.
Часто-густо, гребуючи власними інтересами і бажаннями як режисера, намагаючись розширити творчий діапазон театру, Юра прилучає до постановок інших режисерів: Борис Сушкевич у 1937 р. здійснює постановку трагедії «Борис Годунов» О. Пушкіна, у 1939 р. В. Вільнер ставить «Останню жертву» О. Островського. В сезон 20-ї річниці заснування театру Юра створює легендарну виставу «Украдене щастя» І. Франка, у 1946 р. Костянтин Хохлов відкриває для українського кону драматургію А.Чехова, створивши у франківців «Вишневий сад». Від деградації театр продовжує рятувати класика: Юра працює над поновленими варіантами «Мартина Борулі», «Ревізора», «Швейка», який з 1928 р. був його талісманом. Саме в ролі Швейка Гната Юру увічнено у сквері біля театру.
1940 — театр одержав звання академічного.
1941–1944 — трупа працювала в евакуації — в Семипалатинську і Ташкенті.

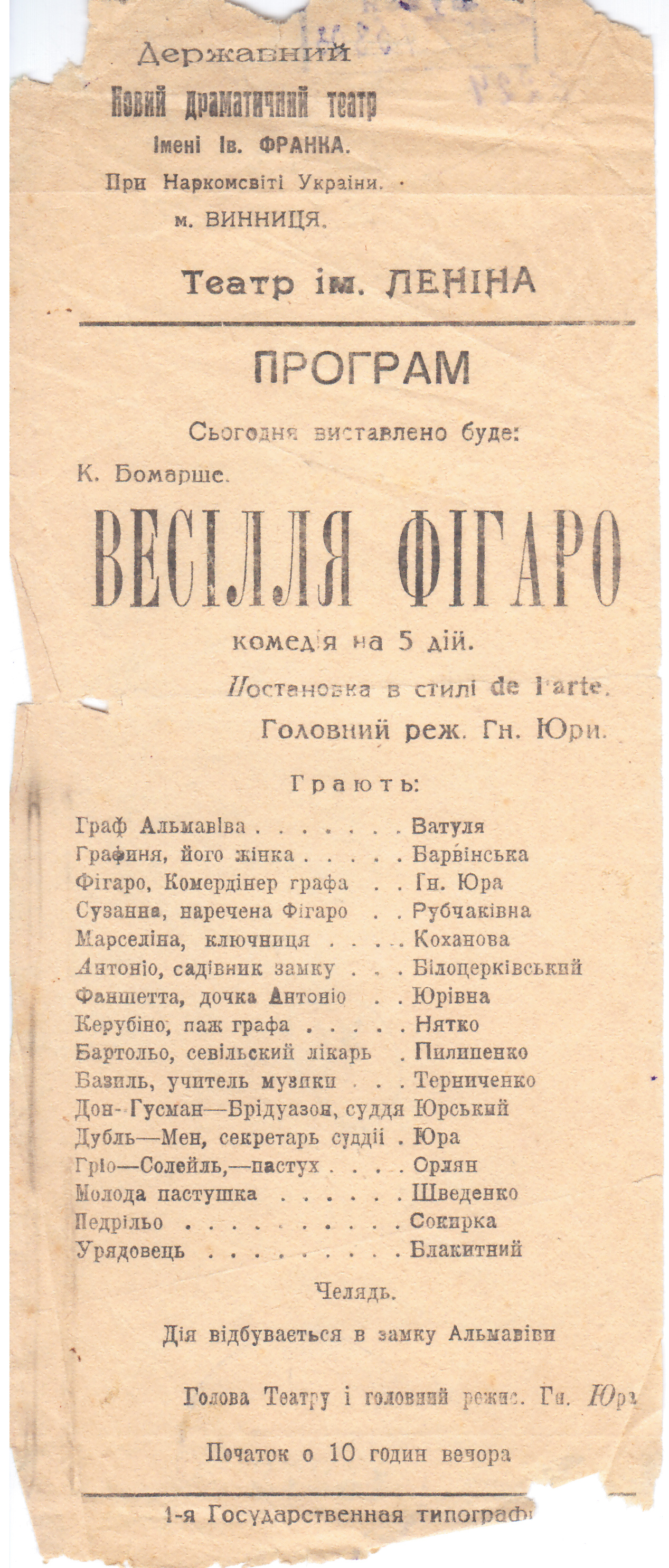

У повоєнний період в театрі працювали Б. Норд, Б. Тягно, Б. Балабан, В. Васильєв, М. Крушельницький, В. Івченко, В. Гаккебуш, Ш. Варшавер, від 1950-х років — В. Оглоблін, В. Крайниченко, В. Харченко, від 1960-х — Д. Алексідзе, В. Скляренко, Д. Лизогуб, Б. Мешкіс, О. Барсегян, Д. Чайковський, П. Морозенко, С. Коркошко, від 1970-х — С. Сміян та інші.
Сценографія і музичне вирішення вистав традиційно були і залишаються сильною стороною творчості франківців — це роботи художників: М. Драка, В. Меллера, А. Петрицького, Д. Лідера, А. Александровича-Дочевського (головного художника театру), музика композиторів Н. Прусліна, Ю. Мейтуса, І. Шамо, І. Поклада, Л. Ревуцького, О. Білаша, М. Скорика та інших композиторів.

### Театр Сергія Данченка
У 1978–2001 роках театр очолював Сергій Данченко. У цей час в акторському складі працюють Богдан Ступка, Богдан Бенюк, Анатолій Хостікоєв, Наталя Сумська, Лариса Кадирова, Лесь Задніпровський, Олексій Богданович, Ірина Дорошенко Василь Мазур, Людмила Смородіна, Станіслав Станкевич, Лесь Сердюк, Михайло Крамар, Ніна Гіляровська та багато інших.
«Страх перед ризиком призводить до усереднення в мистецтві. У цьому небезпека. Театр — живий організм, і тупцюючи на місці, нічого не збережеш. Але потрібні не декларації, а спектаклі. Лише вони — мета й засіб поступу».
Керуючись цими словами, Сергій Володимирович досяг значних результатів. З перших же постановок примусив говорити про відродження Першої сцени України. Тут він познайомив українську сцену з драматургією Ф. Дюрренматта, Г. Ібсена, увів в моральне та естетичне коло українського театру А. Чехова (у 1980 р. вистава «Дядя Ваня» була удостоєна Державної премії СРСР), неодноразово звертався до драматургії В. Шекспіра, знайшов адекватні, нервово пронизливі форми сценічного прочитання прози Миколи Хвильового. Захопив національною театральною стихією  «Енеїди» І. Котляревського. Історію молочника Тев'є, з якою знайомий цілий світ, перевів у ранг космічної оповіді про пошук гармонії буття («Тев'є-Тевель» за Шолом-Алейхемом 1993 р. — Національна премія України імені Тараса Шевченка).
Від початку 1990-х рр. театр активно вписує свою творчість в європейський культурний контекст — гастролює в Німеччині, Австрії, Греції, Італії, Польщі, США, де робота франківців знаходить гідну оцінку.

### Театр Михайла Захаревича
З 1992 року — генеральний директор театру Михайло Захаревич.
Указом Президента України від 11 жовтня 1994 року театру надано статус Національного.
З кінця 2001 до 2012 року театр очолював Герой та народний артист України Богдан Ступка. Продовжуючи і розвиваючи традиції, закладені славними попередниками — фундатором театру Г. Юрою та багаторічним творчим побратимом С. Данченком — Богдан Ступка ввів в репертуар незвичні для українського кону імена: класиків української літератури Г. Сковороди («Буквар Миру»), Г. Кониського («Трагедокомедія о воскресенії мертвих»), познайомив із давньою індійською культурою («Шякунтала» Калідаси), творчістю польського класика ХХ століття С. Віткевича («Мама, або Несмачний витвір…»), повернув на сцену Софокла та Ф. Достоєвського («Цар Едіп», «Брати Карамазови»). Прагнучи розширити художню палітру франківців, Ступка запрошував на постановки режисерів із діаметрально протилежними творчими засадами. З театром співпрацювали режисери з Росії, Польщі, Грузії, Канади.
Театр  стає дійсним членом Міжнародного інституту театру, сприяючи таким чином популяризації українського театрального мистецтва у світі.
«І ми сьогодні не маємо морального права перекреслити, стерти з пам'яті створене корифеями цієї сцени, а навпаки, мусимо здійснити те, що вони не встигли. Від нас, від кожного залежить, яким стане наш театр через 40, 50, 100 років. Яким словом згадає нас прийдешнє покоління». Б. Ступка
В період 2012—2017 рр. художнім керівником театру був Станіслав Мойсеєв.
У 2018—2024 рр. генеральним директором-художнім керівником театру був Михайло Захаревич. Головним режисером театру з 2017 року працює Дмитро Богомазов. В штаті театру працюють режисери Дмитро Чирипюк, Давид Петросян, Іван Уривський.
З 3 квітня 2024 року керівником театру є народний артист України Євген Нищук.

## Міжнародні фестивалі
З 2004 у просторі театру щорічно у жовтні проводиться Міжнародний театральний фестиваль жіночих монодрам «Марія».

## Будівля театру

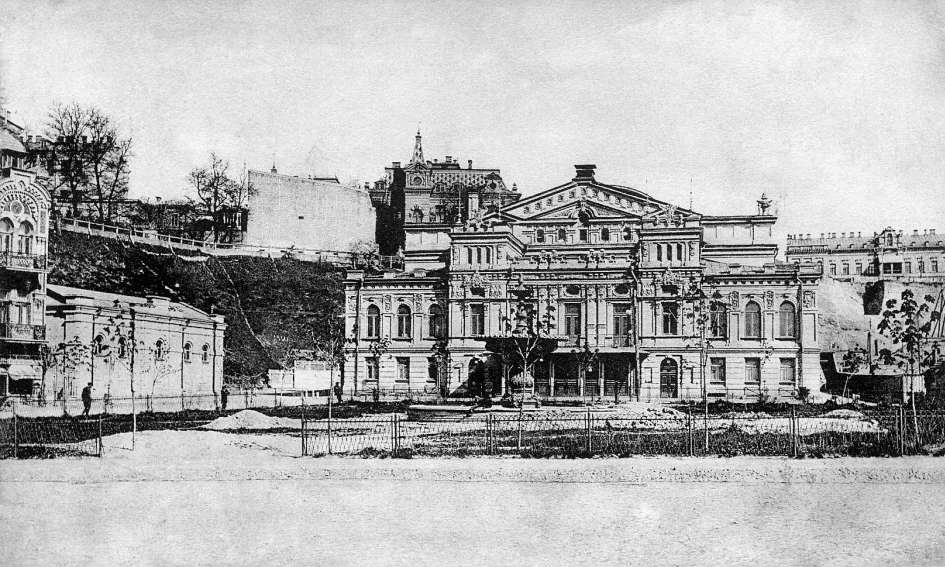
Будівля театру на початку ХХ ст. В той час — Театр «Соловцов»

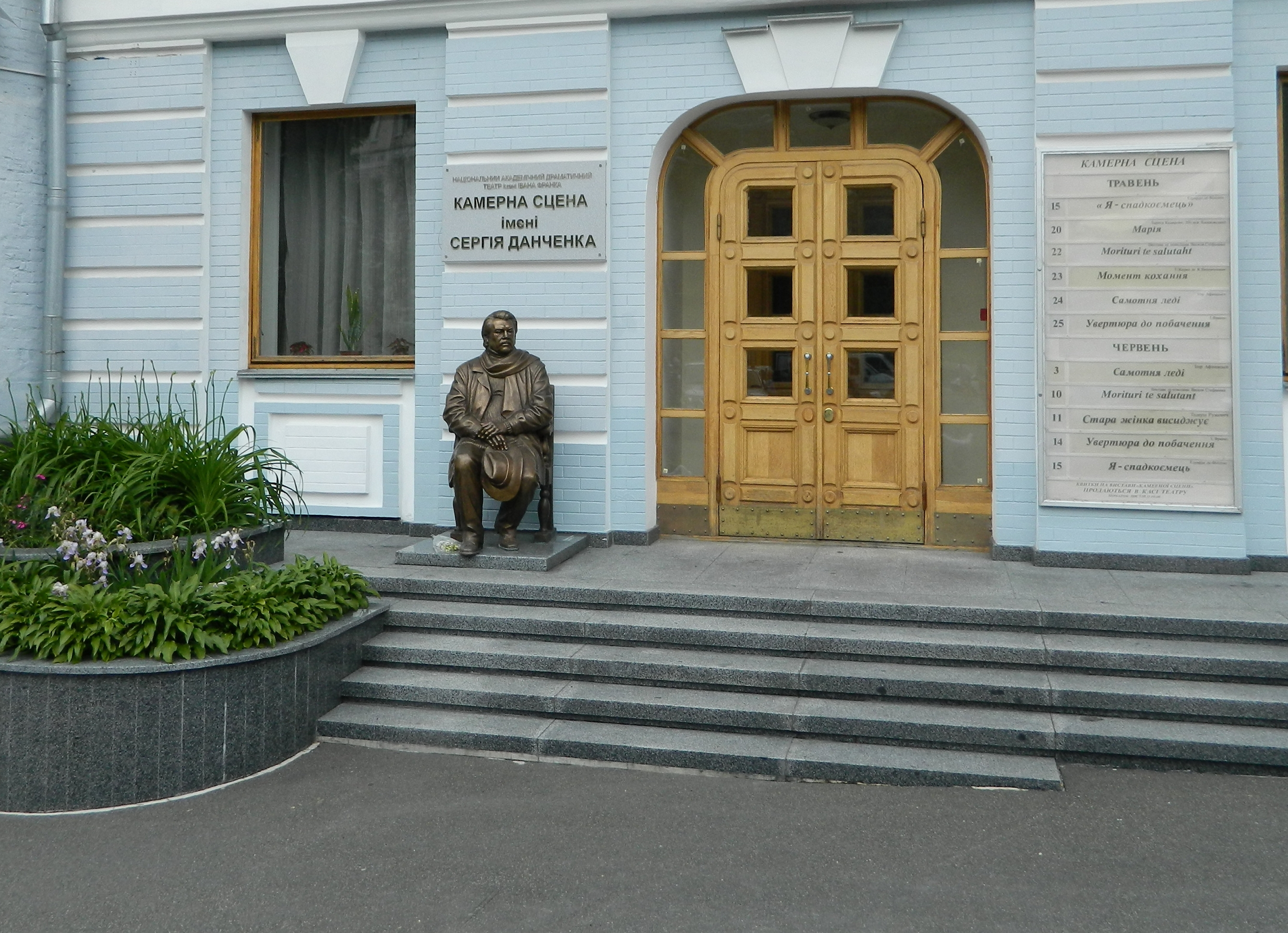
Вхід до камерної сцени ім. С. Данченка

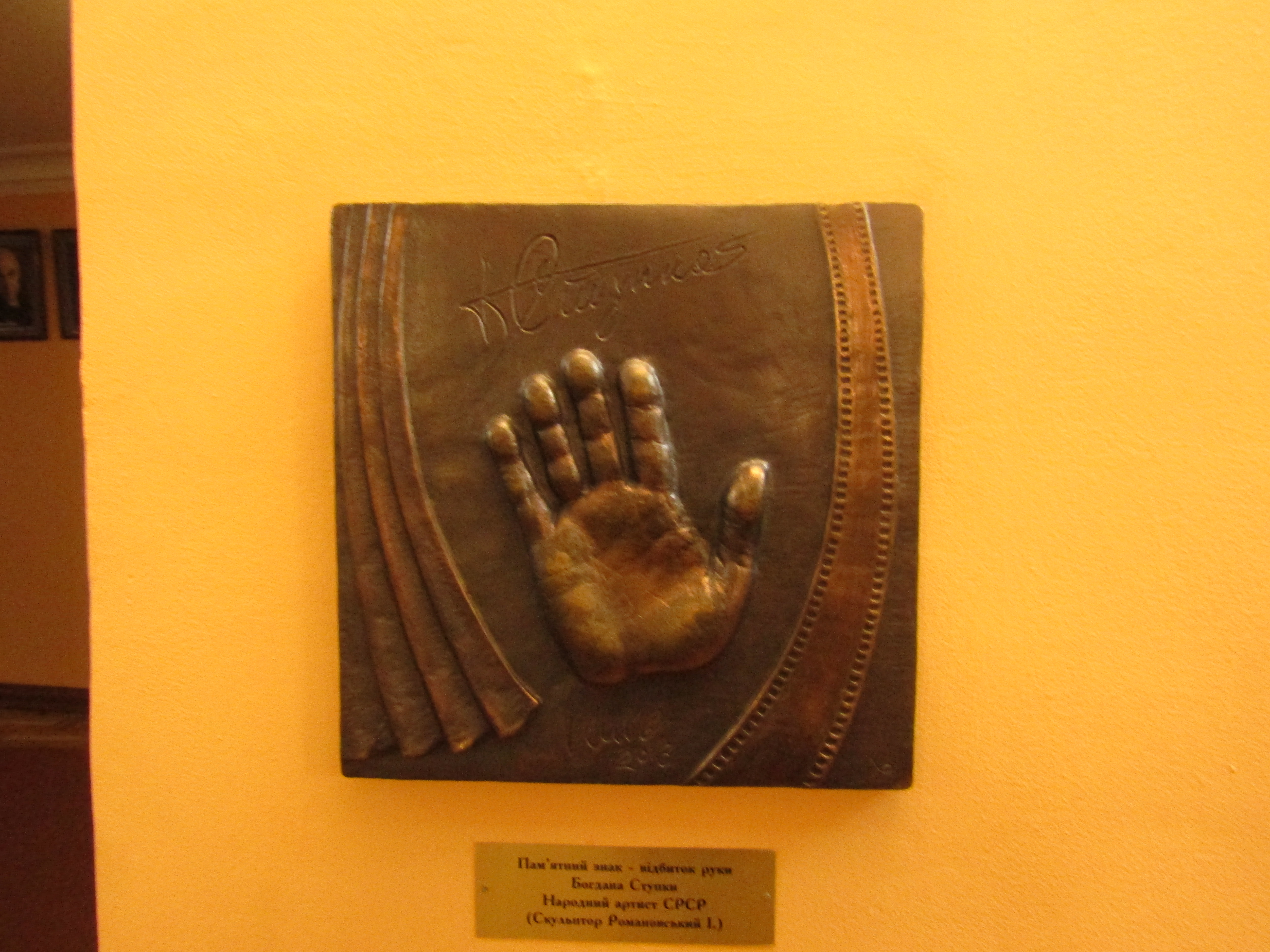
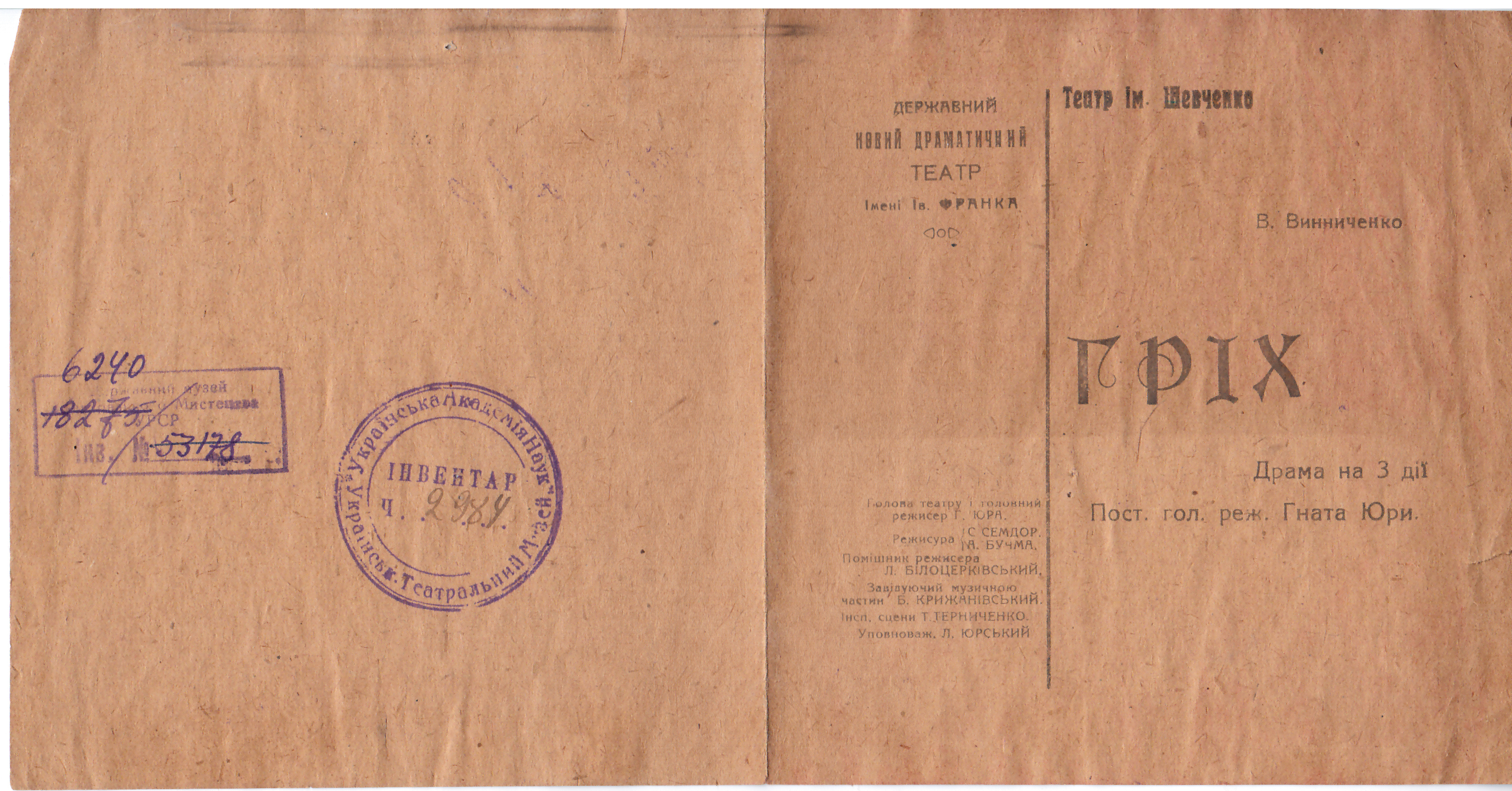
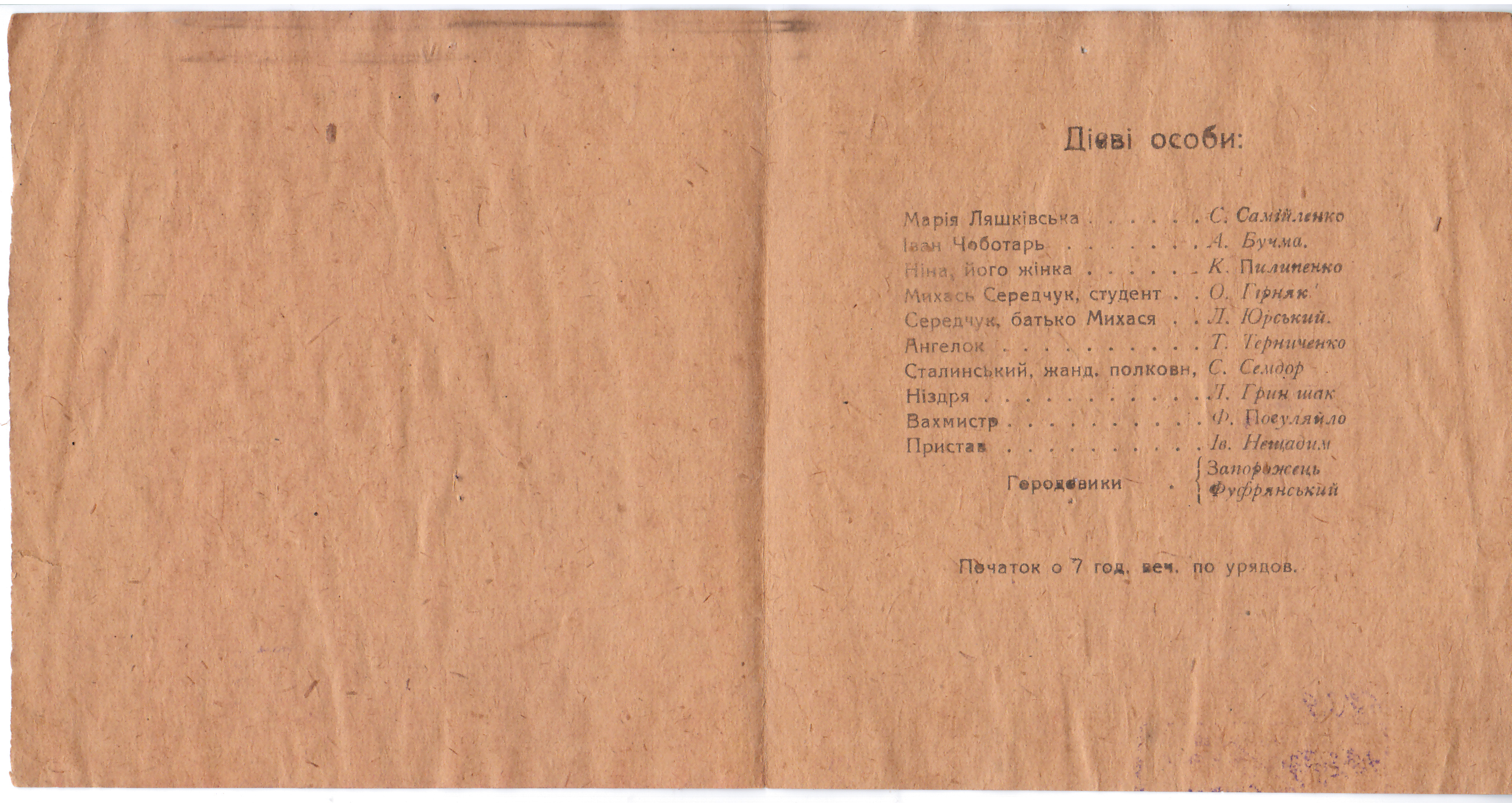
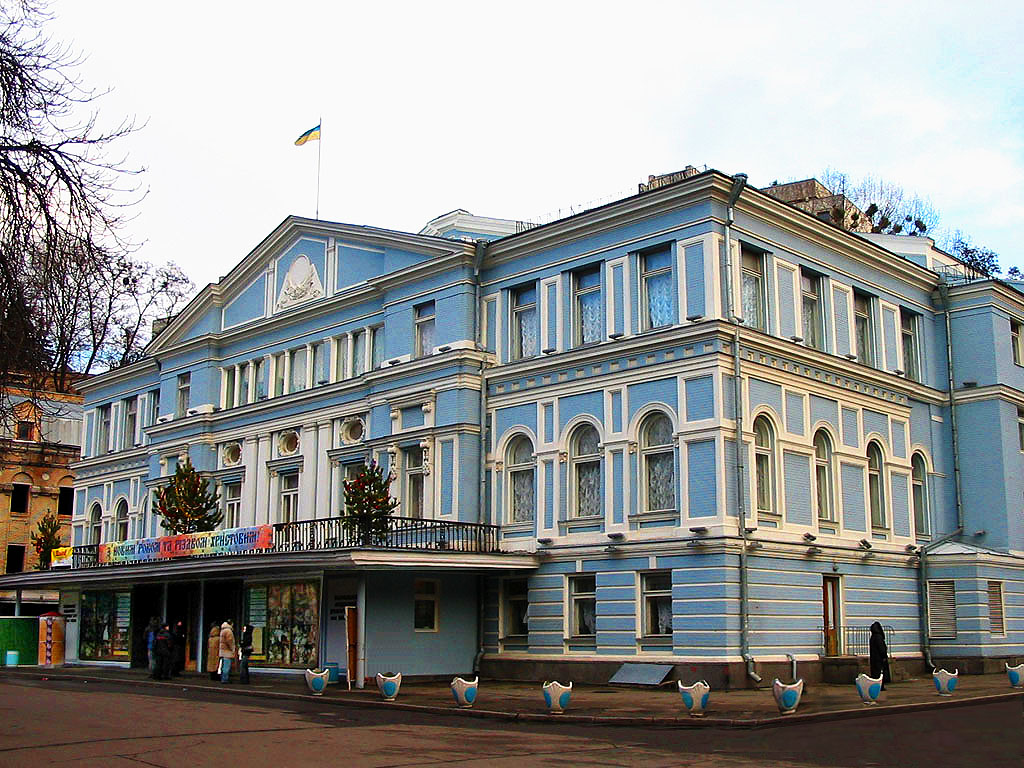

Після переїзду до Києва влітку 1926 року, театр починає працювати в будівлі колишнього театр «Соловцов».
19 березня 2012 року розпочала свою роботу Камерна сцена, названа на честь Сергія Данченка. 19 жовтня 2013 року біля Камерної сцени встановлено пам'ятник Митцю (скульптори — Володимир та Андрій Чепелики).

## Персоналії театру

### Художні керівники
- Юра Гнат Петрович (1920—1964)
- Кошевський Костянтин Петрович (1934—1945)
- Крушельницький Мар'ян Михайлович (1954—1956)
- Харченко Василь (1956—1957)
- Скляренко Володимир (1962—1965)
- Понамаренко Євген голова редколегії (1965—1966)
- Алексідзе Дмитро Олександрович (1966—1969)
- Сміян Сергій Костянтинович (1970—1978)
- Данченко Сергій Володимирович (1978—2001)
- Ступка Богдан Сильвестрович (2001—2012)
- Мойсеєв Станіслав Анатолійович (2012—2017)
- Захаревич Михайло Васильович (2017—2024)
- Нищук Євген Миколайович (з 2024)

### Трупа театру
Категорія Актори Національного академічного драматичного театру імені Івана Франка
У різний час в театрі працювали багато відомих і популярних акторів та режисерів, серед яких нині задіяні (за алфавітом, в дужках вказані дати служби в театрі):
- Василь Баша (1999—2022)
- Бегма Олександр Володимирович
- Бенюк Богдан Михайлович
- Богданович Олексій Володимирович
- Гнатюк Анатолій Васильович
- Дорошенко Ірина Євгенівна
- Задніпровський Лесь Михайлович
- Задніпровський Назар Олександрович
- Ільченко Петро Іванович (з 1981)
- Коляда Володимир Андрійович
- Лазова Поліна Василівна
- Мазур Василь Степанович
- Одинокий Юрій Дмитрович (2006—2023)
- Панчук Петро Фадійович
- Петухов Олексій
- Печериця Олександр
- Рибалевський Дмитро Олексійович
- Рудинський Олександр Сергійович
- Смородіна Людмила Геннадіївна
- Ступка Остап Богданович
- Сумська Наталя В'ячеславівна
- Федорак Христина Василівна
- Хостікоєв Анатолій Георгійович
- Яблонська Галина Гілярівна (з 1951)

До творчого колективу театру також належать балетна група, хор і оркестр.

## Репертуар

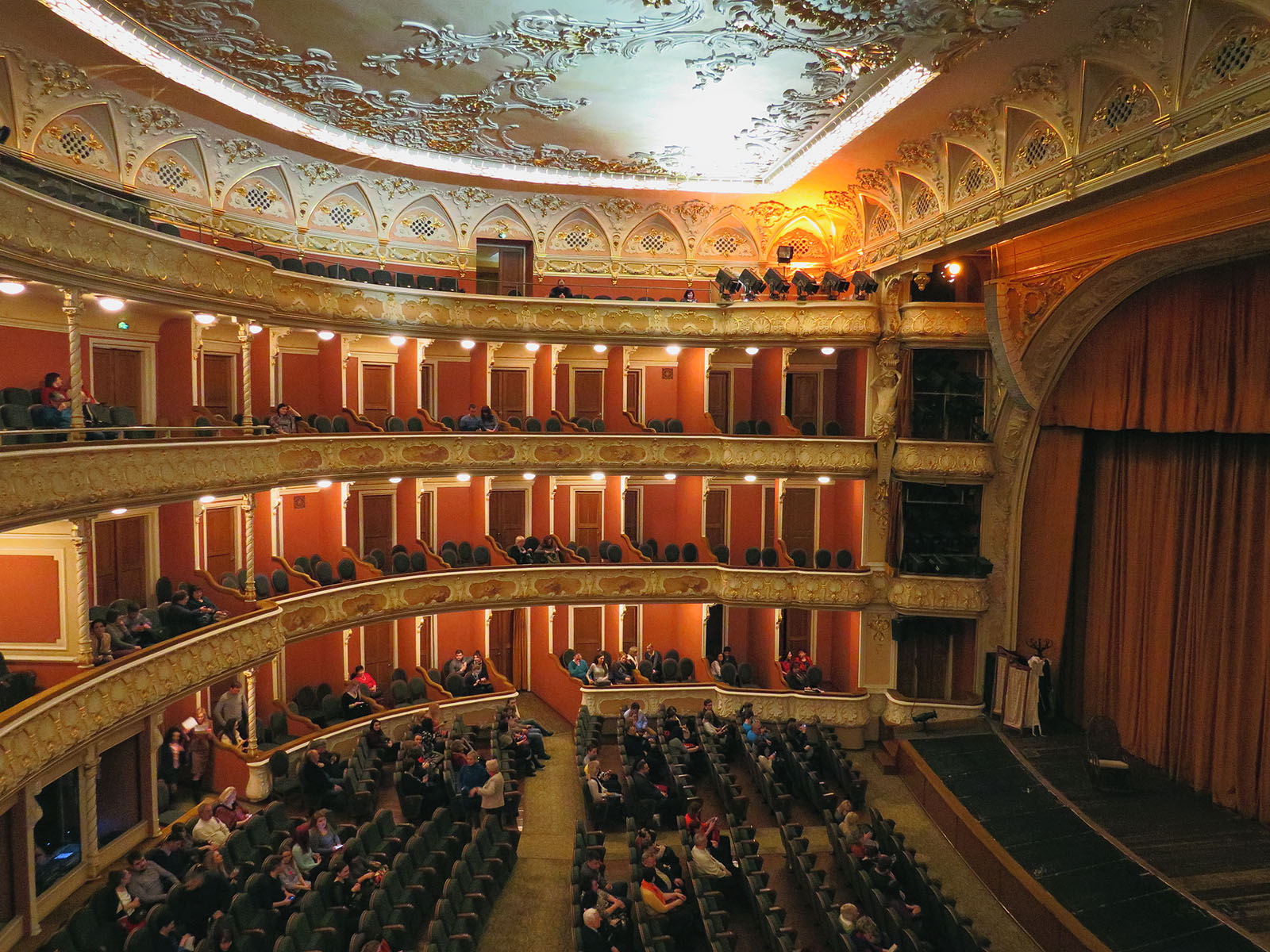
Глядачева зала

Перші сезони другої сотні в історії театру поєднують вистави попереднього періоду, випробувані часом («Кайдашева сім'я» за Нечуй-Левицьким та «Шельменко-денщик» Квітки-Основ'яненка у постановці Петра Ільченка), «Грек Зорба» Казандзакіса Віталія Малахова, «Весілля Фігаро» Бомарше Юрія Одинокого) доповнюються роботами головного режисера театру (з жовтня 2017) Дмитра Богомазова («Коріолан» Шекспіра, «Украдене щастя» Франка), молодими режисерами —постановниками Давида Петросяна («Земля» Ольги Кобилянської, «Війна» Ларса Нурена, «Крум» Ханоха Левіна, «Кассандра» Лесі Українки, «Візит старої дами» Фрідріха Дюрренматта), Івана Уривського («Лимерівна» за Панасом Мирним, «Трамвай „Бажання“» Теннессі Вільямса, «Пер Гюнт» Генріка Ібсена, «Безталанна» Івана Карпенко-Карого, «Калігула» Альбера Камю, «Конотопська відьма» Григорія Квітки-Основ'яненка) та іншими.

### Історія постановок
- 1989, 23 грудня — «Тев'є-Тевель»; реж. Сергій Данченко
- 1999, 9 червня — «Кін IV»; реж. Анатолій Хостікоєв

## Пам'ять

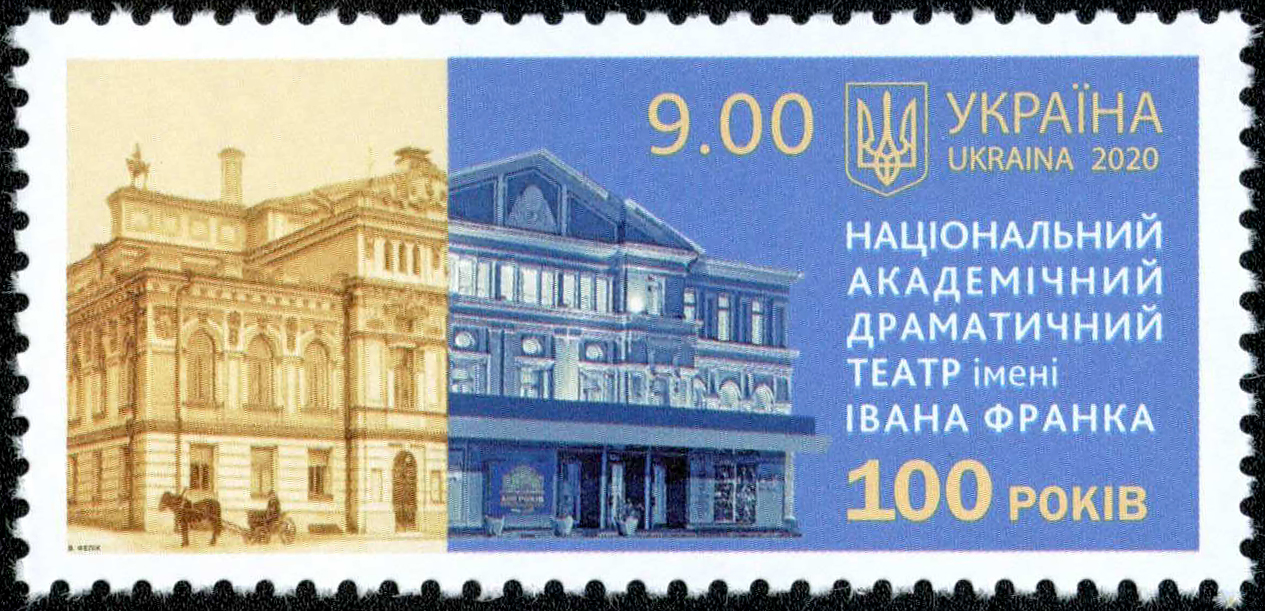
Марка Укрпошти «Національний академічний драматичний театр імені Івана Франка. 100 років» (2020)

|                                                        |  |  |
| Ювілейна монета НБУ присвячена театру ім. Івана Франка |  |  |

- 2020 — Національний банк України випустив ювілейну монету 100 років Національному академічному драматичному театру імені Івана Франка, номіналом 5 гривень
- 2020 — «Укрпошта» випустила поштову марку, присвячену 100-річчю Національного академічного драматичного театру імені Івана Франка. Автор марки та штемпеля В. Фелік. Дата випуску — 19 червня 2020 року. Номер за каталогом — № 1814[9].